# Асланбек Алборов
Асланбек Алборов (азерб. Aslanbek Alborov; нар. 2 квітня 1991, Владикавказ, Північно-Осетинська АРСР, РРФСР) — азербайджанський борець вільного стилю осетинського походження, бронзовий призер чемпіонату світу, бронзовий призер чемпіонату Європи, дворазовий срібний та бронзовий призер Кубків світу.

## Життєпис
Народився у Владикавказі в родині фермерів. Спочатку займався футболом. Боротьбою почав займатися з 2000 року. Першим тренером став Батрадз Хадзарагов, потім тренувався у Алана Тезієва і В'ячеслава Багаєва, Хетага Гозюмова. У 2007 році прийняв запрошення виступати за Азербайджан.
Виступає за спортивний клуб «Ата Спорт» Баку.
Хоча представляє на змаганнях Азербайджан, живе і тренується в Північній Осетії.
Навчався на біотехнологічний факультеті Північно-Осетинського державного університету.

## Спортивні результати на міжнародних змаганнях

### Виступи на Чемпіонатах світу
| Змагання                        | Збірна      | Вагова категорія          | Місце  |
| ------------------------------- | ----------- | ------------------------- | ------ |
| Чемпіонат світу з боротьби 2017 | Азербайджан | вільна боротьба, до 97 кг | Бронза |
| Чемпіонат світу з боротьби 2018 | Азербайджан | вільна боротьба, до 97 кг | 7      |

### Виступи на Чемпіонатах Європи
| Змагання                         | Збірна      | Вагова категорія          | Місце  |
| -------------------------------- | ----------- | ------------------------- | ------ |
| Чемпіонат Європи з боротьби 2017 | Азербайджан | вільна боротьба, до 97 кг | 6      |
| Чемпіонат Європи з боротьби 2020 | Азербайджан | вільна боротьба, до 92 кг | Бронза |

### Виступи на Кубках світу
| Змагання                    | Збірна      | Вагова категорія          | Місце  |
| --------------------------- | ----------- | ------------------------- | ------ |
| Кубок світу з боротьби 2011 | Азербайджан | вільна боротьба, до 96 кг | 5      |
| Кубок світу з боротьби 2013 | Азербайджан | вільна боротьба, до 96 кг | Срібло |
| Кубок світу з боротьби 2016 | Азербайджан | вільна боротьба, до 97 кг | 5      |
| Кубок світу з боротьби 2017 | Азербайджан | вільна боротьба, до 97 кг | Бронза |
| Кубок світу з боротьби 2018 | Азербайджан | команда                   | Срібло |

### Виступи на інших змаганнях
| Змагання                                                    | Збірна      | Вагова категорія          | Місце  |
| ----------------------------------------------------------- | ----------- | ------------------------- | ------ |
| Турнір Дана Колова — Николи Петрова 2010                    | Азербайджан | вільна боротьба, до 96 кг | Золото |
| Турнір Дана Колова — Николи Петрова 2011                    | Азербайджан | вільна боротьба, до 96 кг | Бронза |
| Київський Міжнародний турнір з боротьби 2012                | Азербайджан | вільна боротьба, до 96 кг | 10     |
| Олімпійський кваліфікаційний турнір з боротьби 2012 (Софія) | Азербайджан | вільна боротьба, до 96 кг | 11     |
| Турнір Дмитра Коркіна 2013                                  | Азербайджан | вільна боротьба, до 96 кг | Срібло |
| Турнір Алі Алієва 2014                                      | Азербайджан | вільна боротьба, до 97 кг | 7      |
| Турнір шахтарської слави з боротьби 2014                    | Азербайджан | вільна боротьба, до 97 кг | Золото |
| Кубок Рамзана Кадирова 2014                                 | Азербайджан | вільна боротьба, до 97 кг | 5      |
| Вогні Москви 2014                                           | Азербайджан | вільна боротьба, до 97 кг | Срібло |
| Кубок Рамзана Кадирова 2015                                 | Азербайджан | вільна боротьба, до 97 кг | 5      |
| Інтерконтинентальний кубок з боротьби 2015                  | Азербайджан | вільна боротьба, до 97 кг | 5      |
| Кубок Алроси 2015                                           | Азербайджан | вільна боротьба, до 97 кг | Срібло |
| Золотий Гран-прі з боротьби 2015                            | Азербайджан | вільна боротьба, до 97 кг | Бронза |
| Турнір Алі Алієва 2016                                      | Азербайджан | вільна боротьба, до 97 кг | 7      |
| Золотий Гран-прі з боротьби 2016                            | Азербайджан | вільна боротьба, до 97 кг | Бронза |
| Турнір Яшара Догу 2017                                      | Азербайджан | вільна боротьба, до 97 кг | Золото |
| Турнір Алі Алієва 2017                                      | Азербайджан | вільна боротьба, до 97 кг | Золото |
| Інтерконтинентальний кубок з боротьби 2017                  | Азербайджан | вільна боротьба, до 97 кг | Золото |
| Pro Wrestling League 2018                                   | Азербайджан | команда                   | 6      |
| Турнір Алі Алієва 2018                                      | Азербайджан | вільна боротьба, до 92 кг | Срібло |
| Турнір Яшара Догу 2018                                      | Азербайджан | вільна боротьба, до 97 кг | Золото |
| Кубок Ахмата Кадирова 2018                                  | Азербайджан | команда                   | Бронза |
| Турнір Алі Алієва 2019                                      | Азербайджан | вільна боротьба, до 97 кг | 5      |
| Кубок Президента Бурятської Республіки з боротьби 2019      | Азербайджан | вільна боротьба, до 97 кг | Срібло |
| Турнір Яшара Догу 2019                                      | Азербайджан | вільна боротьба, до 97 кг | 11     |
| Турнір Яшара Догу 2020                                      | Азербайджан | вільна боротьба, до 92 кг | Золото |

### Виступи на змаганнях молодших вікових груп
| Змагання                                       | Збірна      | Вагова категорія          | Місце  |
| ---------------------------------------------- | ----------- | ------------------------- | ------ |
| Чемпіонат Європи з боротьби серед кадетів 2008 | Азербайджан | вільна боротьба, до 85 кг | Срібло |
| Чемпіонат світу з боротьби серед юніорів 2008  | Азербайджан | вільна боротьба, до 84 кг | 5      |
| Чемпіонат світу з боротьби серед юніорів 2009  | Азербайджан | вільна боротьба, до 84 кг | Срібло |
| Чемпіонат світу з боротьби серед юніорів 2010  | Азербайджан | вільна боротьба, до 96 кг | Срібло |
| Кубок світу з боротьби серед юніорів 2011      | Азербайджан | вільна боротьба, до 96 кг | Золото |
| Чемпіонат Європи з боротьби серед юніорів 2011 | Азербайджан | вільна боротьба, до 96 кг | Золото |
| Чемпіонат світу з боротьби серед юніорів 2011  | Азербайджан | вільна боротьба, до 96 кг | Бронза |